# Microgramma reptans
Microgramma reptans är en stensöteväxtart som först beskrevs av Antonio José Cavanilles, och fick sitt nu gällande namn av Alan Reid Smith. Microgramma reptans ingår i släktet Microgramma och familjen Polypodiaceae. Inga underarter finns listade.